# 官吏
官吏指中國歷史上古代的官員，一般由吏部統一掌控其升遷、任免、考核。現代也時稱公務員為官吏。

## 簡介
官吏可分為官員以及吏員。官員是領有公家給予的薪水。吏員是官員另外聘用的臨時人員“胥吏”和“差役”，人数一般是官的數倍以上，且地位低下，有時甚至無薪俸。知名京剧《苏三起解》中的崇公道说：“我们大堂不种高粱，二堂不种黑豆，不找你们打官司的要，找谁要去？”